# Mesogonia semilucida
Mesogonia semilucida är en insektsart som beskrevs av Young 1977. Mesogonia semilucida ingår i släktet Mesogonia och familjen dvärgstritar. Inga underarter finns listade i Catalogue of Life.